# Wilhelm Bollinger
Wilhelm „Willi“ Bollinger (* 10. Juni 1919 in Saarbrücken; † 7. Januar 1975 in Wuppertal) war ein deutscher Chemiker und Widerstandskämpfer gegen den Nationalsozialismus.

## Leben
Wie sein um drei Jahre älterer Bruder Heinrich besuchte Wilhelm Bollinger die katholische Volksschule und schloss sich dem Bund Neudeutschland an. Im Februar 1939 bestand er sein Abitur und studierte nach einem Jahr Reichsarbeitsdienst Chemie an der Universität zu Köln. Er musste sein Studium jedoch unterbrechen, weil er als Sanitätsgefreiter zum Wehrdienst eingezogen wurde.
Den Wehrdienst leistete er in einer Saarbrücker Schreibstube im Heilig-Geist-Krankenhaus ab. Dort nahm er Verwundeten Waffen, vor allem Pistolen und Maschinenpistolen, ab und leitete sie an Feinde des Nationalsozialismus weiter. Zusammen mit seinem Bruder kam er gegen Ende des Jahres 1942 mit Willi Graf und der Weißen Rose in Kontakt. Im Januar 1943 vervielfältigte Wilhelm Bollinger den Aufruf „An alle Deutsche“ und schickte 20 Exemplare an Akademiker in Saarbrücken. Außerdem fälschte Bollinger Urlaubs- und Militärfahrscheine für die Gruppe.
Im Gegensatz zu seinem Bruder, der den Aufruf nicht verteilte, blieb Wilhelm Bollinger vom zweiten Weiße-Rose-Prozess verschont. Jedoch machte Willi Graf Angaben über Bollinger. Er versuchte seinen Kameraden zwar zu decken, jedoch wurde Bollinger dennoch am 28. Januar 1944 von der Saarbrücker Staatsanwaltschaft der Nichtanzeige eines Hochverrats angeklagt. Hubert Ney verteidigte den Angeklagten vor Landgerichtsrat Dr. Jochum. Das Verfahren wurde als minderschweres Vergehen eingestuft. Seine Mithilfe an der Verteilung des Aufrufs der Weißen Rose blieb unentdeckt und so wurde Bollinger vor dem Landgericht Saarbrücken lediglich zu drei Monaten Haft verurteilt.
Nach dem Zweiten Weltkrieg setzte Bollinger sein Studium an der Albert-Ludwigs-Universität Freiburg und der Universität Basel fort. Nach drei Jahren Berufserfahrung in der chemischen Industrie schloss er 1953 an der Universität Saarbrücken mit Diplom ab und arbeitete anschließend im Rheinland für ein Chemieunternehmen.
Ab ca. 1966 lebte er bis zu seinem Lebensende in Wuppertal-Barmen.